# Задемидко Олександр Миколайович
Олександр Миколайович Задемидко (нар. 22 квітня 1908, Селезньовський рудник Слов'яносербського повіту Катеринославської губернії, тепер місто Перевальськ Луганської області — 17 жовтня 2001, місто Москва) — радянський державний діяч, міністр вугільної промисловості СРСР (1955—1957). Депутат Верховної Ради СРСР 2 і 5-го скликань. Член ЦК КПРС у 1956—1961 р.

## Життєпис
Народився 9 (22 квітня) 1908 року у родині робітника. У 1921—1927 роках — розсильний, котлочист, прибиральник породи, лампонос, кріпильник шахти № 1 Селезньовського рудника (міста Паризька Комуна) на Луганщині.
У 1927—1930 роках — студент робітничого факультету, а у 1930—1935 роках — студент Донецького гірничого інституту, який закінчив у 1935 році та здобув фах гірничого інженера.
Член ВКП(б) з 1930 року.
У 1935—1937 роках — начальник дільниці, помічник головного інженера шахти № 3 міста Прокоп'євськ (тепер Кемеровська область). У 1937—1938 роках — помічник головного інженера комбінату «Кузбасвугілля». У 1938 році — керуючий вугільного тресту в місті Прокоп'євську. У 1938—1939 роках — головний інженер шахти «Північна» комбінату «Кузбасвугілля» в місті Кемерово.
У 1939—1940 роках — на керівній господарській роботі в Народному комісаріаті вугільної промисловості СРСР: головний інженер Головного управління вугільної промисловості Кавказу і Сходу; головний інженер Головного управління вугільної промисловості Донбасу.
У 1940—1942 роках — начальник комбінату «Кузбасвугілля». У 1942—1943 роках — керуючий тресту «Осинникивугілля» Кемеровської області. У 1943—1945 роках — начальник комбінату «Кузбасвугілля».
У 1945 році — уповноважений Народного комісаріату вугільної промисловості СРСР при штабі тилу 1-го Українського фронту.
У 1945—1946 роках — начальник комбінату «Сталінвугілля» УРСР.
У січні — березні 1946 року — народний комісар по будівництву паливних підприємств СРСР. У березні 1946 — грудні 1948 року — міністр будівництва паливних підприємств СРСР.
У грудні 1948 — липні 1954 року — заступник міністра вугільної промисловості СРСР.
У липні 1954 — січні 1955 року — голова Комітету по нагляду за безпечним веденням робіт у промисловості і гірничому нагляді (Держгіртехнагляд) СРСР.
У січні — березні 1955 року — заступник міністра вугільної промисловості СРСР.
У березні 1955 — травні 1957 року — міністр вугільної промисловості СРСР.
У 1957—1960 роках — голова Ради народного господарства Кемеровського економічного адміністративного району.
У серпні 1960 — вересні 1962 року — заступник начальника, начальник відділу з питань діяльності радянської частини постійних комісій Ради економічної взаємодопомоги (РЕВ) Держплану СРСР.
У вересні 1962 — лютому 1967 року — завідувач відділом радянської частини постійних комісій апарату постійного представництва СРСР в РЕВ.
У лютому 1967 — жовтні 1987 року — заступник постійного представника СРСР в РЕВ.
З жовтня 1987 року — персональний пенсіонер союзного значення. Похований у Москві на Троєкурівському цвинтарі.

## Нагороди та звання
- три ордени Леніна
- орден Жовтневої Революції
- чотири ордени Трудового Червоного Прапора
- орден Дружби народів
- медалі
- знак «Шахтарська слава» 2 і 3 ст.